# حزب دموکراتیک مشروطه ژاپن
حزب دموکراتیک مشروطه ژاپن (به ژاپنی: 立憲民主党, Rikken-minshutō, CDP)، یک حزب سیاسی لیبرال در ژاپن است. این حزب اصلی سیاست‌های چپ میانه در ژاپن است و از سال ۲۰۲۴ دومین حزب بزرگ در رژیم ملی (دایت ملی) پس از حزب حاکم، حزب لیبرال دموکرات (ژاپن) (LDP) است.